# Economia de Montenegro

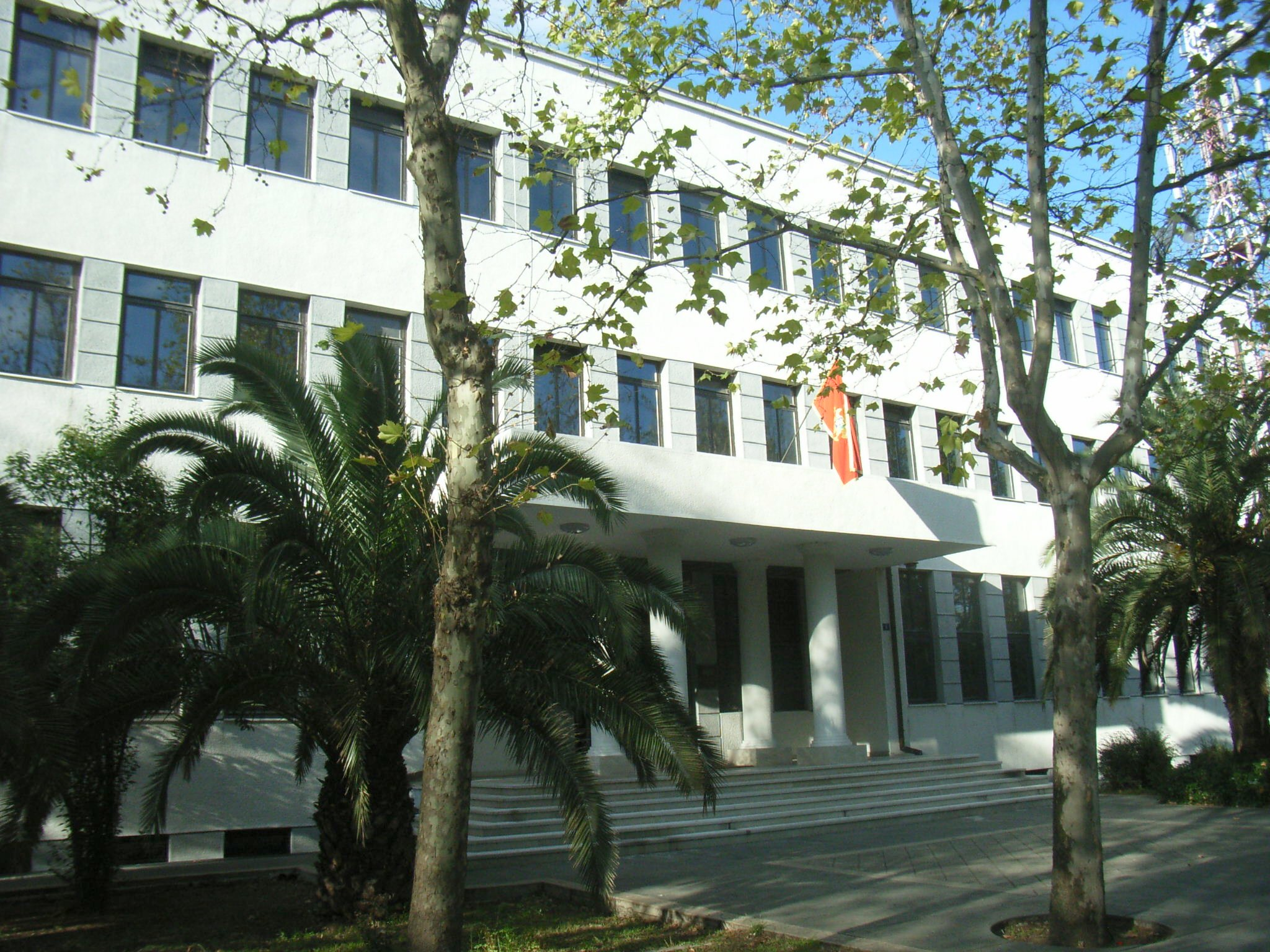
Banc Central de Montenegro.

Montenegro va adoptar l'euro com a moneda després de la independència l'any 2006. Abans de la divisió de Iugoslàvia, la regió va sofrir una forta urbanització i industrialització.
Després del referèndum d'independència, l'economia de Montenegro va continuar la seva transformació en una més basada en els serveis, amb l'objectiu declarat de convertir-se en una destinació per al turisme de luxe, i unir-se a la Unió Europea. S'han realitzat esforços per atreure inversions estrangeres en el sector del turisme, així com en projectes de grans infraestructures, ambdós necessaris per facilitar el desenvolupament turístic.
Montenegro ha experimentat una explosió immobiliària en 2006 i 2007, amb inversors russos, britànics i uns altres comprant propietats en la costa montenegrina. Montenegro va rebre, a partir de 2008, més inversions per capita que qualsevol altra nació d'Europa. A causa de la inversió directa estrangera, l'economia montenegrina ha crescut ràpidament en els últims anys. No obstant això, la crisi econòmica de finals dels 2000 inevitablement reduirà el creixement i alguns dels majors projectes poden posposar-se (desenvolupament de Velika Plaža, Ada Bojana, Buljarica, platja de Jaz, construcció de l'autopista Belgrad-Bar, noves plantes elèctriques). La recessió també està copejant forta a la planta d'alumini de Podgorica, el major contribuïdor individual al PIB, i el major exportador.